# José Antonio Abreu
José Antonio Abreu Anselmi (ur. 7 maja 1939 w Valera, zm. 24 marca 2018 w Caracas) – wenezuelski dyrygent, pianista, ekonomista, pedagog, aktywista i polityk. 

## Życiorys
José Antonio Abreu Anselmi urodził się w mieście Valera, w stanie Trujillo, ukończył studia ekonomiczne na Universidad Católica Andrés Bello w Caracas. Został wybrany na posła w Izbie Deputowanych na kongresie w Wenezueli w 1963. Pełnił funkcję dyrektora planowania w Cordiplan. Po zakończeniu kariery politycznej pracował jako profesor ekonomii i prawa na Universidad Simón Bolívar i swojej Alma Mater. Wrócił do polityki w 1988 roku i objął urząd ministra kultury i przewodniczącego Krajowej Rady Kultury.

## Muzyka
Abreu rozpoczął naukę muzyki z Doralisa Jiménez de Medina w Barquisimeto. Później uczęszczał do Caracas Musical Declamation Academy w 1957 roku, gdzie uczył się gry na fortepianie u Moisés Moleiro, organów i klawesynu u Evencio Castellanos oraz kompozycji z Vicente Emilio Sojo. W 1967 otrzymał nagrodę krajową za muzykę symfoniczną. 
José Antonio Abreu stworzył Symphony Orchestra Simon Bolivar i the National Symphony Youth Orchestra (NSYO). Sukcesy orkiestr zainspirowały Aberu do stworzenia w 1975 El Sistema (Sistema Nacional de Orquestas y Coros Juveniles e Infantiles de Venezuela) – programu edukacji muzycznej w Wenezueli. Wprowadził innowacyjną metodę edukacji młodzieżowej, w której muzyka była główną drogą poprawy społecznej i intelektualnej. Obecnie program obejmuje ponad 400 000 Wenezuelczyków, zgrupowanych w orkiestrach młodzieżowych, dziecięcych orkiestrach i sieci chórów oraz kształcenia muzycznego począwszy od drugiego roku życia. Program zakłada, że każdy stan Wenezueli ma co najmniej jedną orkiestrę, system obejmuje również warsztaty, w których dzieci uczą się budować i naprawiać instrumenty, specjalne programy dla dzieci niepełnosprawnych lub mających trudności. Powstały specjalistyczne ośrodki i instytuty fonologiczne, audiowizualne oraz system wyższego wykształcenia muzycznego.
W 1994 powołał fundację Fundación del Estado para el Sistema Nacional de las Orquestas Juveniles e Infantiles de Venezuela (FESNOJIV). Za pracę w ramach El Sistema otrzymał w 1979 National Music Prize. Pod przewodnictwem Abreu El Sistema uczestniczyła w programach wymiany i współpracy z Kanadą, Hiszpanią, krajami Ameryki Łacińskiej i Stanami Zjednoczonymi. W 2009 został uhonorowany nagrodą Latin Grammy Trustees, wyróżnieniem przyznawanym przez Latin Academy of Recording Arts & Sciences, osobowościom, które przyczyniły się do rozwoju muzyki. Ten bezprecedensowy sukces zainspirował setki podobnych programów, które służą około milionowi dzieci w co najmniej sześćdziesięciu krajach na całym świecie. Jest to szybko rozwijający się ruch Sistema Global.